# Кузнецовка (Баганский район)
Кузнецовка — село в Баганском районе Новосибирской области. Административный центр Кузнецовского сельсовета.

## География
Площадь села — 70 гектаров

## История
Основано в 1846 году. В 1928 г. деревня Кузнецова состояла из 107 хозяйства, основное население — русские. Центр Кузнецовского сельсовета Андреевского района Славгородского округа Сибирского края.

## Население
| 1926 | 1976 | 1995 | 2002 | 2007 | 2010 | 2016 |
| ---- | ---- | ---- | ---- | ---- | ---- | ---- |
| 522  | ↗567 | ↗648 | ↘623 | ↘611 | ↘559 | ↘542 |
| 2017 | 2018 | 2019 | 2020 | 2021 |      |      |
| ↘541 | ↘535 | ↘527 | ↘522 | ↘521 |      |      |

## Инфраструктура
В селе по данным на 2006 год функционируют 1 учреждение здравоохранения, 2 образовательное учреждение.